# Sainte-Geneviève (Aisne)
Sainte-Geneviève település Franciaországban, Aisne megyében. Lakosainak száma 70 fő (2022. január 1.). Sainte-Geneviève Chéry-lès-Rozoy, Dolignon, Morgny-en-Thiérache, Renneval, Soize és Vincy-Reuil-et-Magny községekkel határos.

## Népesség
A település népessége az elmúlt években az alábbi módon változott:
| Lakosok száma | 109  | 84   | 85   | 72   | 75   | 77   | 71   | 68   | 67   | 70   |
|               | 1968 | 1982 | 1990 | 2006 | 2013 | 2015 | 2017 | 2019 | 2020 | 2022 |